# Pseudognaphalium
Genre
Classification phylogénétique
Pseudognaphalium est un genre de plantes à fleurs de la famille des Astéracées (ou Composées).
Il regroupe des espèces détachées du genre Gnaphalium :
- Pseudognaphalium luteoalbum (L.) Hilliard & Burtt, la cotonnière blanc jaunâtre (ou gnaphale blanc jaunâtre)
- Pseudognaphalium macounii
- Pseudognaphalium undulatum (L.) Hilliard & Burtt, la cotonnière ondulée (ou gnaphale ondulé)
- Pseudognaphalium viscosum

## Description
- feuilles simples et entières, alternes,
- minuscules fleurs tubulées groupées en capitules de capitules.

L'ensemble de la plante est très cotonneux, notamment dans l'espèce luteoalbum.

## Répartition
Le genre est cosmopolite.
En Europe, le genre compte deux espèces.